# Шкотска партија
Овај чланак користи алгебарску шаховску нотацију како би се описали шаховски потези.
Шкотска партија је шаховско отварање које почиње потезима:
1. е4 е5 2. Сф3 Сц6 3. д4 ед4 4. Сд4

## Карактеристике
Недовољно припремљен за акцију, бели раним ударом у центру не постиже много. Тиме он заправо губи развојни темпо, па црни брзом мобилизацијом снага лако успоставља позициону равнотежу. Црни има избор две подједнако прихватљиве могућности: 4. .. Лц5 и 3. .. Сф6.

## Историјат
Име овог отварања потиче са дописног меча који је одржан 1824. између Лондона и Единбурга.